# 名古屋市立猪子石中学校
名古屋市立猪子石中学校（なごやしりつ いのこいしちゅうがっこう）は、愛知県名古屋市千種区千代が丘にある公立中学校。

## 概要
- 1977年（昭和52年）4月1日 - 開校。同年度、猪子石地域スポーツセンターが開設[1]。

## 部活動
女子バスケットボール部が全国中学校バスケットボール大会にて1997年・1998年に優勝し、2003年に準優勝した。

## その他
- 千種区に所在するが、名東区の名古屋市立平和が丘小学校及び名古屋市立蓬来小学校の学区に住む中学生が通う。当地の学区である名古屋市立宮根小学校の卒業生は、ごく一部が当校に進学する（大半は名古屋市立千種中学校に進学する）。

## アクセス
- 名古屋市営バス猪子石中学バス停下車、徒歩約2分。